# Karol (margrabia Burgau)
Karol (ur. 22 listopada 1560 r. w Křivoklát, zm. 30 grudnia 1618 r. w Überlingen) – margrabia Burgau z dynastii Habsburgów, oficer, kandydat do tronu polskiego.

## Życiorys
Karol był synem księcia Tyrolu Ferdynanda II Habsburga i córki patrycjusza z Augsburga Filipiny Welser. Ponieważ małżeństwo ojca z Filipiną miało charakter morganatyczny, dzieci zrodzone z tego związku nie mogły nosić tytułu arcyksiążęcego, nie mogły też dziedziczyć ziem należących do rodzinnej domeny Habsburgów.
Karol był żołnierzem. W 1588 r. walczył jako pułkownik pod dowództwem Aleksandra Farnese w Niderlandach, a w latach 1595–1596 jako generał-porucznik w wojnie przeciwko Turkom. Po śmierci Stefana Batorego bezskutecznie ubiegał się o koronę polską. Sprzedał bogate kolekcie militariów i sztuki zgromadzone przez swego ojca swym krewnym. Odziedziczył margrabstwo Burgau, gdzie rozbudował zamek w Günzburgu.

## Rodzina
W 1601 r. Karol poślubił Sybillę, córkę księcia Jülich-Kleve-Berg Wilhelma Bogatego. Małżeństwo było bezdzietne (Karol posiadał nieślubne dzieci z innych związków), a Sybilla przeżyła Karola i zmarła w 1627 r.